# Ryo Shiohama
Ryo Shiohama (japanisch 塩浜 遼 Shiohama Ryo; * 7. Mai 2000 in der Präfektur Shiga) ist ein japanischer Fußballspieler.

## Karriere
Ryo Shiohama erlernte das Fußballspielen in der Schulmannschaft der Shizuoka Gakuen High School sowie in der Universitätsmannschaft der Juntendo University. Seinen ersten Profivertrag unterschrieb er am 1. Februar 2023 beim Fukushima United FC. Der Verein aus Fukushima, einer Stadt in der gleichnamigen Präfektur, spielte in der dritten japanischen Liga. Sein Drittligadebüt gab Ryo Shiohama am 5. März 2023 (1. Spieltag) im Auswärtsspiel gegen den FC Imabari. Bei der 1:0-Heimniederlage stand er in der Startelf und spielte die kompletten 90 Minuten. In seiner ersten Profisaison schoss er fünf Tore in 37 Drittligaspielen. Nach zwei Spielzeiten, in denen er 75 Ligaspiele bestritt, wechselte er im Januar 2025 zum Zweitligisten Roasso Kumamoto.